# Ярошенко Володимир Григорович
Володи́мир Григо́рович Яроше́нко  (* 22 червня (4 липня) 1888, Миргород, нині Полтавської області — † 2 липня 1957, Київ) — український мовознавець. Учень Олексія Шахматова.

## Біографічні відомості
1912 року закінчив Петербурзький університет.
У 1926—1934 роках працював науковим співробітником Інституту мовознавства ВУАН. Репресований у 1934.
У 1944—1957 роках перебував на педагогічній роботі.

## Наукова діяльність
Автор першого докладного опису мови українсько-молдавських грамот 14—15 століть (написано 1909 року, надруковано 1931 року).
Один з упорядників другого тому Російсько-українського словника Академії наук (1929—1933).
Автор праць із фонетичної транскрипції української мови (1919) і в справі української медичної термінології (1934).
Автор і редактор кількох підручників з української та російської мови для середніх шкіл